# ISO 3166-2:GR
ISO 3166-2:GR is een ISO-standaard met betrekking tot de zogenaamde geocodes. Het is een subset van de tabel ISO 3166-2, die specifiek betrekking heeft op Griekenland. 
De gegevens werden tot op 26 november 2018 geüpdatet op het ISO Online Browsing Platform (OBP). Hier worden 1 zelfbestuurd deel - self-governed part (en) / partie auto-gouvernée (fr) / aftonomi monastiki politeia (el) – en 13 administratieve regio's - administrative region (en) / région administrative (fr) / periféreia (el) – gedefinieerd.
Volgens de eerste set, ISO 3166-1, staat GR voor Griekenland, het tweede gedeelte bestaat uit één letter voor de administratieve regio’s en het getal 69 voor het zelfbestuurd deel. 

## Codes
| Code  | Naam                           | Nederlandse naam          | Categorie          |
| ----- | ------------------------------ | ------------------------- | ------------------ |
| GR-69 | Ágion Óros                     |                           | zelfbestuurd deel  |
| GR-A  | Anatolikí Makedonía kai Thráki | Oost-Macedonië en Thracië | bestuurlijke regio |
| GR-I  | Attikí                         | Attica                    | bestuurlijke regio |
| GR-G  | Dytikí Elláda                  | West-Griekenland          | bestuurlijke regio |
| GR-C  | Dytikí Makedonía               | West-Macedonië            | bestuurlijke regio |
| GR-F  | Ionía Nísia                    | Ionische Eilanden         | bestuurlijke regio |
| GR-D  | Ípeiros                        | Epirus                    | bestuurlijke regio |
| GR-B  | Kentrikí Makedonía             | Centraal-Macedonië        | bestuurlijke regio |
| GR-M  | Kríti                          | Kreta                     | bestuurlijke regio |
| GR-L  | Notío Aigaío                   | Zuid-Egeïsche Eilanden    | bestuurlijke regio |
| GR-J  | Peloponnísos                   | Peloponnesos              | bestuurlijke regio |
| GR-H  | Stereá Elláda                  | Centraal-Griekenland      | bestuurlijke regio |
| GR-E  | Thessalía                      | Thessalië                 | bestuurlijke regio |
| GR-K  | Voreío Aigaío                  | Noord-Egeïsche Eilanden   | bestuurlijke regio |